# Eudarcia alludens
Eudarcia alludens är en fjärilsart som beskrevs av Edward Meyrick 1919. Eudarcia alludens ingår i släktet Eudarcia och familjen äkta malar.
Artens utbredningsområde är Sri Lanka. Inga underarter finns listade i Catalogue of Life.